# RuPaul's Drag Race
RuPaul's Drag Race is een Amerikaans talentenjachtprogramma voor dragqueens dat sinds 2009 wordt uitgezonden. Deze realityserie werd bedacht door de dragqueen en zanger RuPaul en geproduceerd door World of Wonder voor Logo.
RuPaul is de medebedenker en de presentator van de serie, alsook het belangrijkste jurylid. In Nederland en Vlaanderen wordt RuPaul's Drag Race onder andere uitgezonden door de lhbt-gerichte digitale televisiezender OUTtv. Ook zijn de afleveringen te zien via Netflix en WoW Presents Plus.
De (wereldwijd) toenemende populariteit van het programma heeft de loop der jaren voor meerdere spin-offs gezorgd. RuPaul's Drag Race All Stars is een aparte competitie waarin niet-winnende deelnemers uit eerdere seizoenen een tweede kans krijgen. Ook zijn in meerdere landen eigen versies van het programma gemaakt, onder meer in Thailand, Canada, het Verenigd Koninkrijk, Australië en Nieuw-Zeeland, Spanje, Nederland, Italie en België.

## Ontvangst
De populariteit van RuPaul's Drag Race leidde wereldwijd tot een opleving van de showtravestie. Onder meer in Amsterdam ontstonden mede hierdoor diverse zogeheten "drag-huizen". Dit zijn kleine groepen van jongere travestie-artiesten onder leiding van een ervaren oudere "drag-moeder". In Amsterdam waren er begin 2015 ongeveer 10 van dergelijke drag-huizen, die onder meer deelnamen aan een op RuPaul's Drag Race geïnspireerde wedstrijd onder de naam Superball.

## Overzicht van de seizoenen

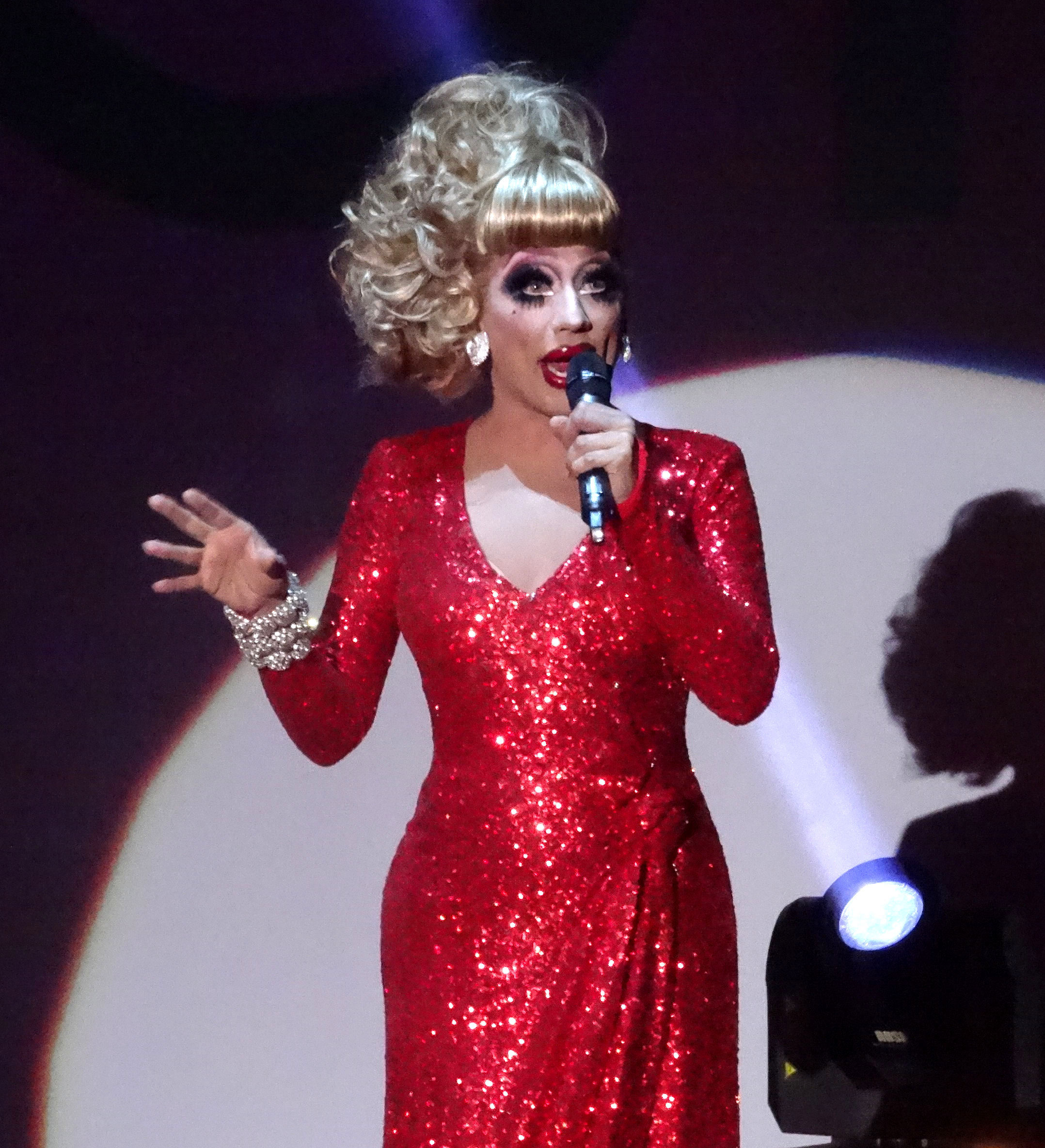
Bianca Del Rio, winnares van seizoen 6

| Seizoen | Premiere         | Finale        | Winnaar            | Tweede                         | Derde                                         | Miss Congeniality              | Aantal deelnemers | Aantal afleveringen |
| ------- | ---------------- | ------------- | ------------------ | ------------------------------ | --------------------------------------------- | ------------------------------ | ----------------- | ------------------- |
| 1       | 2 februari 2009  | 23 maart 2009 | Bebe zahara benet  | Nina Flowers                   | Rebecca Glasscock                             | Nina Flowers                   | 9                 | 9                   |
| 2       | 1 februari 2010  | 26 april 2010 | Tyra Sanchez       | Raven                          | Jujubee                                       | Pandora Boxx                   | 12                | 12                  |
| 3       | 24 januari 2011  | 2 mei 2011    | Raja               | Manila Luzon                   | Alexis Mateo                                  | Yara Sofia                     | 13                | 16                  |
| 4       | 30 januari 2012  | 30 april 2012 | Sharon Needles     | Chad Michaels & Phi Phi O'Hara | Chad Michaels & Phi Phi O'Hara                | Latrice Royale                 | 13                | 14                  |
| 5       | 28 januari 2013  | 6 mei 2013    | Jinkx Monsoon      | Alaska & Roxxxy Andrews        | Alaska & Roxxxy Andrews                       | Ivy Winters                    | 14                | 14                  |
| 6       | 24 februari 2014 | 19 mei 2014   | Bianca Del Rio     | Adore Delano & Courtney Act    | Adore Delano & Courtney Act                   | BenDeLaCreme                   | 14                | 14                  |
| 7       | 2 maart 2015     | 1 juni 2015   | Violet Chachki     | Ginger Minj & Pearl            | Ginger Minj & Pearl                           | Katya Zamolodchikova           | 14                | 14                  |
| 8       | 7 maart 2016     | 16 mei 2016   | Bob the Drag Queen | Kim Chi & Naomi Smalls         | Kim Chi & Naomi Smalls                        | Cynthia Lee Fontaine           | 12                | 10                  |
| 9       | 24 maart 2017    | 23 juni 2017  | Sasha Velour       | Peppermint                     | Shea Couleé & Trinity Taylor                  | Valentina                      | 14                | 14                  |
| 10      | 22 maart 2018    | 28 juni 2018  | Aquaria            | Eureka & Kameron Michaels      | Asia O'Hara                                   | Monét X Change                 | 14                | 14                  |
| 11      | 28 februari 2019 | 30 mei 2019   | Yvie Oddly         | Brooke Lynn Hytes              | A'keria C. Davenport & Silky Nutmeg Ganache   | Nina West                      | 15                | 14                  |
| 12      | 28 februari 2020 | 29 mei 2020   | Jaida Essence Hall | Gigi Goode & Crystal Methyd    | Gigi Goode & Crystal Methyd                   | Heidi N Closet                 | 13                | 14                  |
| 13      | 1 januari 2021   | 23 april 2021 | Symone             | Kandy Muse                     | Gottmik & Rosé                                | LaLa Ri                        | 13                | 16                  |
| 14      | 7 januari 2022   | 23 april 2022 | Willow Pill        | Lady Camden                    | Angeria Paris VanMichaels, Bosco & Daya Betty | Kornbread Jeté                 | 14                | 16                  |
| 15      | 6 januari 2023   | 14 april 2023 | Sasha Colby        | Anetra                         | Luxx Noir London & Mistress Isabelle Brooks   | Malaysia Babydoll Foxx         | 16                | 16                  |
| 16      | 5 januari 2024   | 19 april 2024 | Nymphia Wind       | Sapphira Cristal               | Plane Jane                                    | Xunami Muse & Sapphira Cristal | 14                | 16                  |

## Spin-offs
- RuPaul's Drag U (2010–2012)
- RuPaul's Drag Race All Stars (2012–)
- The Switch Drag Race (2015–2017)
- Drag Race Thailand (2018–2019)
- RuPaul's Drag Race UK (2019–)
- RuPaul's Secret Celebrity Drag Race (2020-)
- Canada's Drag Race (2020–)
- RuPaul's Drag Race Vegas Revue (2020)
- Drag Race Holland (2020–2021)
- Drag Race Down Under (2021-)
- Drag Race España (2021–)
- Drag Race Italia (2021–)
- Drag Race France (2022–)
- Drag Race Philippines (2022-)
- Drag Race Belgique ( 2023-)
- Drag Race Sverige (Zweden) ( 2023-)